# Llorenç Balsach i Grau
|  | Llorenç Balsach redirigeix aquí. Per al compositor i editor discogràfic, vegeu Llorenç Balsach i Peig. |

Llorenç Balsach i Grau (Sabadell, 30 d'abril de 1922 - Barcelona, 8 de desembre de 1993) va ser empresari, mecenes i pintor sabadellenc, fill d'una nissaga d'industrials. Era una personalitat rellevant de la vida cultural de la ciutat de Sabadell des de mitjan anys cinquanta fins als anys vuitanta del segle xx.

## Biografia
Son pare, Pere Balsach i Torelló era director de la fàbrica de mantes Fills de Josep Buxó i va crear la pròpia llaneria Comerma, Marimon i Balsac. Llorenç va continuar l'empresa familiar, reanomeada el 1945 Fills de Pere Balsach SA. A més, Llorenç va crear les fàbriques Balcas SA, dedicades a la filatura de gènere de punt, i la BC. SA.
Com a artista, Llorenç Balsach Grau va iniciar-se pintant durant els anys 1950. Al 1957 i 1959 va participar en la tercera i quarta edició del Saló Biennal de Belles Arts que organitzava l'Acadèmia de Belles Arts de Sabadell i es presentava a la Caixa d'Estalvis de Sabadell. A la mateixa entitat, el 1959 també va presentar una exposició individual.
Proper a l'entorn del grup de la revista Riutort, va formar part del Grup Gallot del qual va ser, juntament amb Josep Llorens, el principal mecenes.
La seva etapa plàstica comença amb un figurativisme líric de caràcter expressionista (1956-1957), tot passant per un àmbit d'obscurantisme matèric (1958-59), fins a arribar a l'abstracció gestual de finals dels anys 1950 que donarà pas a les accions del Grup Gallot (1960), amb Antoni Angle, Alfons Borrell, Joan Josep Bermúdez, Manuel Duque, Josep Llorens Baulés, Joaquim Montserrat, Lluís Vila Plana i, més endavant, Gabriel Morvay. En la darrera etapa pictòrica fa una pintura abstracta més lírica, basada en franges de colors terrosos, en la línia del Color Field Painting americana, en la qual expressa la seva etapa creativa més genuïna (1961-1964).
Com a mecenes, Balsach va apostar sempre per l'art sabadellenc, tot creant una dels col·leccions més importants d'art contemporani d'artistes nascuts o vinculats amb la nostra ciutat, des de les darreries del segle xix fins a la pintura més trencadora dels anys 1970.

## Obra
El Museu d'Art de Sabadell conserva obra de Llorenç Balsach.
El 2019, la seva ciutat natal li va dedicar una exposició, de la qual la seva filla, la historiadora d'art Maria Josep Balsach, va ser la comissària.